# Ponte Sant'Angelo

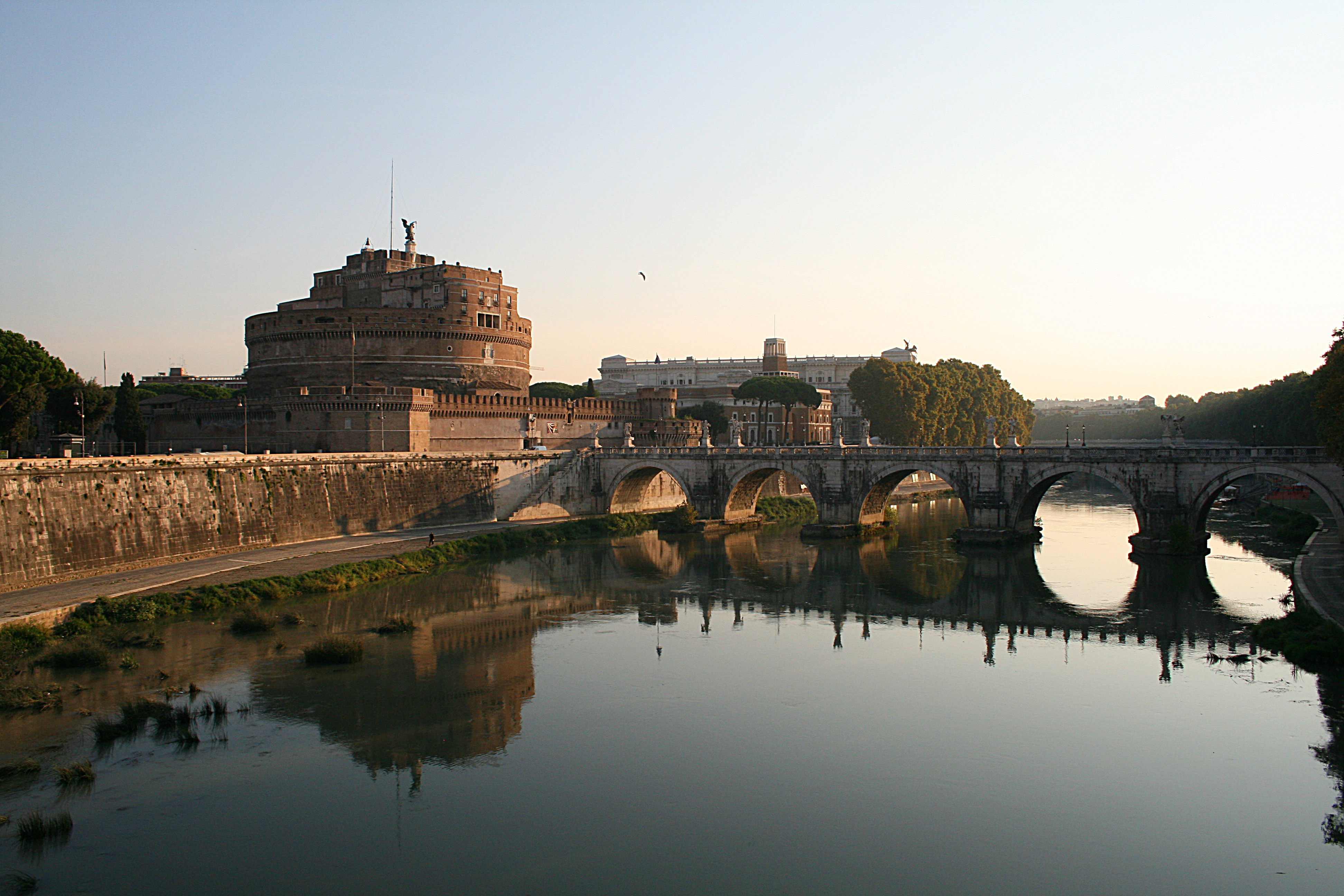
Castelul Sant’Angelo și podul peste Tibru

Ponte Sant'Angelo, în antichitate Pons Aelius, este unul din podurile pietonale ale Romei, care leagă Castelul Sant'Angelo de centrul orașului.

## Istoric
Primul pod a fost inaugurat în acest loc în anul 134, cu numele Pons Aelius, în onoarea împăratului Publius Aelius Hadrianus. Construcția facilita traversarea Tibrului din Câmpul lui Marte spre malul apusean al râului, adică spre zona transtiberină, unde s-a ridicat Mausoleul lui Hadrian, în proximitatea colinei Vatican.
Actuala construcție datează din secolul al XVII-lea și a fost decorată de Gian Lorenzo Bernini.